# Ксеродерма
Ксеродерма, ксероз або просто суха шкіра, — це стан, що характеризується надмірною сухістю шкіри.  Термін походить з грецької мови з  ξηρός (ксерос) «сухий», та  δέρμα (дерма) «шкіра». 
У більшості випадків суху шкіру можна безпечно лікувати за допомогою зволожуючих засобів (їх також називають емолієнтами). Ксеродермія найчастіше виникає на шкірі голови, гомілки, руках, кистях, суглобах пальців, боках живота та стегнах. Симптоми, найбільш пов’язані з ксеродермою, – це такі явища, як видиме лущення зовнішнього шару шкіри, свербіж і тріщини. 

## Причини
Ксеродерма є дуже поширеним явищем. Частіше трапляється взимку, коли холодне повітря ззовні та гаряче повітря всередині приміщень створюють низьку відносну вологість. Через це шкіра втрачає вологу, може потріскатися та лущитися. Занадто часте купання або миття рук, особливо якщо ви використовуєте жорстке мило, може сприяти ксеродермії. Ксеродерма може бути спричинена дефіцитом вітаміну А, вітаміну D, цинку, системними захворюваннями, сильним сонячним опіком або прийомом деяких ліків.  Ксеродерма може бути викликана антихолінергічними засобами. Такі миючі засоби, як пральний порошок і засіб для миття посуду, можуть викликати ксеродермію. 

## Профілактика
Сьогодні широко доступні багато кремів і лосьйонів, зазвичай на основі рослинних олій/масел, нафтових олій/гелів та ланоліну. В якості профілактики за потреби такі засоби можна наносити на уражену ділянку (часто через день). Потім шкіру висушують, щоб запобігти видаленню природних ліпідів зі шкіри. Прийняття душу або миття рук спеціальним зволожуючим милом чи засобами для миття тіла можуть захистити шкіру від подальшого висихання.

## Лікування
Повторне нанесення (зазвичай протягом кількох днів) зволожувачів або лосьйонів/кремів для шкіри на уражену ділянку, швидше за все, призведе до швидкого полегшення ксеродермії. Зокрема, було показано, що застосування потужних оклюзійних бар’єрів для вологи, таких як вазелін, рослинні олії/масла та мінеральні олії, забезпечує хороший результат. Багато людей вважають специфічні комерційні креми та лосьйони для шкіри (часто містять олії, масла та/або віск, емульговані у воді) досить ефективними (хоча індивідуальні переваги та результати різняться для широкого спектру комерційно доступних кремів). 
Ланолін, природна суміш ліпідів, отримана з овечої вовни, допомагає замінити природні ліпіди в шкірі людини і використовується з давніх часів (і в сучасній медицині) як один із найпотужніших засобів лікування ксеродерми. Однак у деяких людей може виникнути алергія на ланолін, яка дає ефект, протилежний бажаному.  Крім того, чистий ланолін є густою воскоподібною речовиною, яку для багатьох людей важко та незручно використовувати на сухій шкірі (особливо на великих ділянках тіла). Як наслідок, доступно багато ланолінових продуктів, які мають більш м’яку консистенцію, ніж чистий ланолін.

## Безпека
Багато кремів для шкіри містять загальні алергени, такі як ароматизатори, парабени та ланолін. 

## Дивись також
- Екзема
- Іхтіоз
- Пігментна ксеродерма